# Hyalella montenegrinae
Hyalella montenegrinae is een vlokreeftensoort uit de familie van de Hyalellidae. De wetenschappelijke naam van de soort is voor het eerst geldig gepubliceerd in 1998 door Bond-Buckup & Araujo.